# Den Kongelige Kobberstiksamling
Den Kongelige Kobberstiksamling er en samling af grafisk kunst under Statens Museum for Kunst. Kobberstiksamlingen rummer over 240.000 værker: kobberstik, tegninger, raderinger, træsnit, akvareller, litografiske værker og andre former for kunst på papir. Samlingen er placeret i museumsbygningen i Sølvgade, København.
Grundstenen til Den Kongelige Kobberstiksamling blev lagt, da Albrecht Dürer forærede et antal træsnit til den danske Kong Christian 2. i 1521.
Samlingens store omfang skyldes i høj grad Joachim Wasserschlebe, hvis samling af fransk kunst er en væsentlig bestanddel af den nuværende samling.[kilde mangler]